# Ukonsaari
Ukonsaari (v inarijské sámštině Äijihsuálui) je ostrov v jezeře Inari ve finské provincii Laponsko na stejnojmenném historickém území. Ostrov, často ztotožňovaný s názvem skály Ukonkivi (v překladu Ukův kámen), která jej tvoří, patří mezi  tzv. sejdy, posvátná místa, uctívaná Sámy. Posvátný ostrov Ukonsaari byl již v roce 1990 navržen Finskem na zápis do seznamu památek Světového dědictví UNESCO.

## Geografie
Ostrov se nachází asi 250 km za severním polárním kruhem. Ostrov Ukonsaari, zkráceně zvaný také Ukko, je jedním ze zhruba 3 300 ostrovů a ostrůvků v jezeře Inari. Leží v jeho západní části, 11 km severovýchodně od vesnice Inari. Neobydlený ostrov je přibližně 100 metrů široký a necelých 300 metrů dlouhý. Skalní masív Ukonkivi se strmými stěnami a balvanovými poli se tyčí do výšky přes 30 metrů nad hladinou jezera. V západní části ostrova je jeskyně, chráněná jako archeologické naleziště.

## Historie
Nejstarší archeologické nálezy dokazují, že oblast jezera Inari byla osídlena již v době před cca 9 000 lety, nejstarší sámské osady zde existovaly již kolem roku 2 000 př. n. l. 

### Posvátné místo
Ostrov Ukonsaari je nejznámější posvátné místo Sámů ve Finsku. Název ostrova souvisí se jmény božstev „Ukko“ („starý muž“) a „Äijih“. Ostrov byl takzvaný sejd (sámsky „seidd“, „siedi“), posvátný přírodní objekt, uctívaný původními obyvateli severu Evropy. 

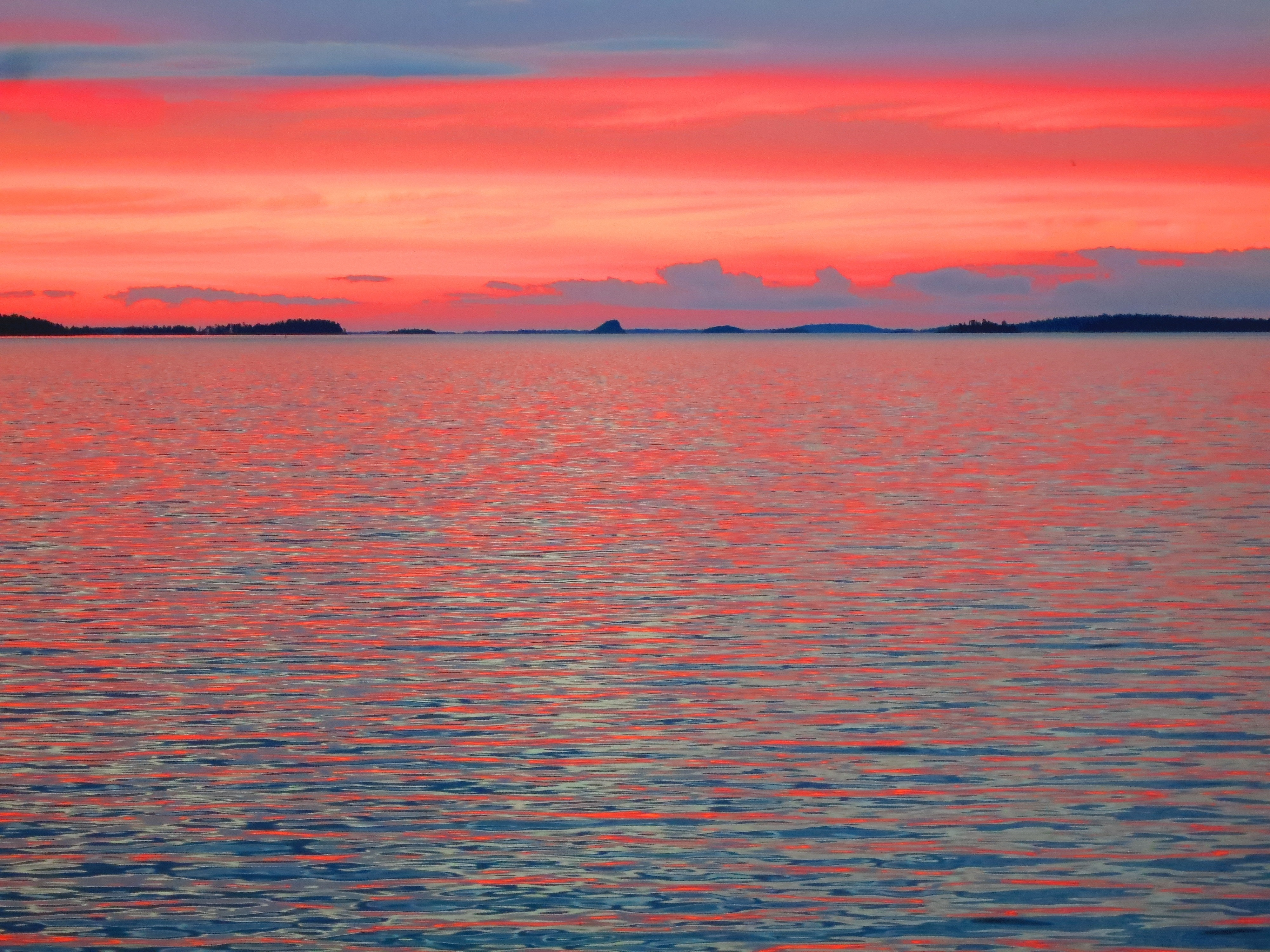
Pohled na jezero Inari z poloostrova Uruniemi uprostřed letní noci. Ostrov Ukonsaari je na snímku uprostřed.

Uctívání přírodních objektů a starých božstev postupně mezi Sámy vyhasínalo s příchodem křesťanství v 17. století. V oblasti jezera Inari byl postaven první kostel v Pielpajärvi roce 1646. V důsledku přijetí nové víry došlo ke změně vnitřní organizace sámských vesnic (tzv. siidů) a k zániku prastarých rituálů. Někteří Sámové si však ponechali starou víru mnohem déle, podle nálezů na ostrově Ukonsaari byla obětována sobí paroží ještě v 70. letech 19. století. Místní rybáři také měli zvyk házet poblíž ostrova mince do jezera Inari s přáním příznivého větru.

### Archeologický průzkum
První popis Ukonsaari pochází od Jacoba Fellmana, finského duchovního, přírodovědce a sběratele sámských památek a folklóru, který navštívil ostrov v letech 1825 a 1826. Objevil zde jeskyni, u jejíhož vchodu byla hromada sobích paroží. Podle toho, jak byla některá zachovalá, Fellman usoudil, že zde musely probíhat obětní obřady ještě v 18. století.
V létě roku 1873 připlul na ostrov mladý Arthur Evans, britský archeolog, který se později proslavil odkrytím mínojského paláce v Knóssu na Krétě. Pod vrcholem skály Ukonkivi našel vchod do jeskyně, v niž bylo množství zvířecích kostí. U vchodu do jeskyně byla v půlkruhu rozestavena sobí paroží. Kromě kostí  Evans našel v jeskyni také stříbrný filigránový šperk, který zjevně nepocházel ze zdejšího regionu. Bylo zjištěno, že podobné šperky ve 13. století nosívaly ženy v oblasti ruských řek Kama a Vyčegda. Šperk byl uložen v Ashmolean Museu v Oxfordu, od roku 1999 je trvale zapůjčen do muzea „Siida“ v Inari.
Ještě v letech 1910–1912 archeologové Ilmari a Toivo Immanuel Itkonenovi, kteří pocházeli z Inari, našli na ostrově sobí paroží, částečně spálené dřevo a opálené kusy březové kůry. Při dalších průzkumech v letech 1953 a 1968 již nic takového nalezeno nebylo. V roce 2006 na Ukonsaari proběhl hlubší průzkum, spojený s vykopávkami. Ve skalních trhlinách byly nalezeny kosti, zuby a paroží různých zvířat – jelena, soba, kozy, ovce, tetřevů a dalších. Radiokarbonovou metodou bylo určeno, že obětiny pocházely ze 14. až 17. století. Při průzkumu byla také nalezena stříbrná mince, ražená Vasilijem Šujským na počátku 17. století.

## Přístup
V letních měsících na Ukonsaari jezdí několikrát týdně výletní lodě z přístavu u muzea sámské kultury a přírody Laponska „Siida“ v Inari. V zimě je možno na ostrov dojet po zamrzlém jezeře na sněžných skútrech.